# Bitwa pod Cabra
Bitwa pod Cabra – starcie zbrojne, które miało miejsce w 1079 r. w trakcie Rekonkwisty w rejonie Egabro lub Igabrum (obecnie Cabra) w prowincji Kordoba pomiędzy Taifą Sewilli i Grenady. Bitwa zakończyła się zwycięstwem Taify Sewilli.
W walce w szeregach Muzułmanów z obu stron udział wzięło rycerstwo kastylijskie z dwóch skonfliktowanych ze sobą stronnictw popierających zarówno władcę Abbadidów Muhammada al-Mutamida z Sewilli jak i berberyjskiego Zirydy Abdallaha Buluggina z Grenady. Na czele oddziałów kastylijskich z Sewilli stał Rodrigo Díaz zwany El Cydem, wojskami sojuszników Berberów dowodził natomiast hrabia García Ordóñez. Bitwa zakończyła się zwycięstwem sił Sewilli i pojmaniem Ordóñeza, któremu według legendy, El Cyd miał obciąć brodę, co było upokarzającym gestem. Obaj konkurenci służąc na dworze Kastylii wcześniej poróżnili się a spór szybko przybrał charakter otwartego konfliktu. Prawdopodobnie z powodu uczestnictwa w tym konflikcie El Cyd popadł w niełaskę u króla Alfonsa VI i krótko później został wygnany z kraju.